# 樋口和博
樋口 和博（ひぐち かずひろ、1909年12月1日 - 2009年2月7日）は、日本の裁判官、弁護士。

## 経歴
長野県上伊那郡川島村（現辰野町）生まれ。旧制松本第二中学（現長野県松本県ヶ丘高等学校）、旧制松本高校文科甲類、京都帝国大学法学部卒業。
昭和11年司法官試補、以後、大阪、青森、高松、長野、東京の各地裁で約38年間裁判官生活を送る。昭和49年定年退官。昭和50年1月、弁護士登録（東京弁護士会）。

## 著書
- 随筆「峠の落し文」[3]。
- 随筆「蛙目」（がいろめ）
- 随筆「蓑虫の声、裁判官生活三十年余」など